# Niphocona argentilinea
Niphocona argentilinea là một loài bướm đêm trong họ Noctuidae.